# Joanna Jurewicz
Joanna Jurewicz z d. Doroszewska (ur. 26 września 1962 w Warszawie) – polska filolożka, orientalistka (indolożka), lingwistka kognitywna, profesor nauk humanistycznych, nauczycielka akademicka na Wydziale Orientalistycznym Uniwersytetu Warszawskiego oraz w College of Human Sciences, University of South Africa. Tłumaczka i poetka.

## Życiorys
Pochodzi z rodziny o tradycjach naukowych i artystycznych. Jest córką Jana Doroszewskiego i Anny z d. Gołubiew, wnuczką Witolda Doroszewskiego, Janiny Doroszewskiej, Antoniego Gołubiewa i Janiny Oświecimskiej-Gołubiewowej. Jej stryjeczną siostrą jest Urszula Doroszewska.
Urodziła się w Warszawie. W 1989 ukończyła studia indologiczne na Uniwersytecie Warszawskim, gdzie również obroniła napisany pod kierunkiem Marii Krzysztofa Byrskiego doktorat "Monizm filozofii smryti" (1990) i uzyskała habilitację na podstawie dysertacji "Kosmogonia Rygwedy. Myśl i metafora" (2002). W 2018 otrzymała tytuł profesora nauk humanistycznych.
Jest członkinią Spółdzielni Mieszkaniowej Profesorów Uniwersytetu Warszawskiego.

## Praca naukowa
Badaczka najstarszej myśli indyjskiej wyrażonej w tekstach sanskryckich (XIII p.n.e. – III p.n.e.). Zajmuje się historią idei filozoficznych, a także początkami myślenia ogólnego i abstrakcyjnego oraz zagadnieniami związanymi z metaforycznym obrazowaniem i jego dziedziczeniem w ramach kultury. 
Autorka pięciu monografii (m.in. „Fire and Cognition in the Rgveda” (2010), „Fire, Death and Philosophy. A History of Ancient Indian Thinking” (2016/2018), "Invisible Fire. Memory, Tradition and the Self in Early Hindu Philosophy (2021)) i ponad 80 artykułów naukowych. Tłumaczka fragmentów Rygwedy, upaniszad i Mahabharaty ("Światło słowem zwane. Wypisy literatury staroindyjskiej" (2007)
"Wędrówka za przestrzenią. Wybrane hymny Rygwedy" (2013)
"Wędrówka za przestrzenią. Krąg drugi" (2015),
"Wędrówka za przestrzenią. Krąg trzeci" (2017)).
Jest profesorem w Katedrze Azji Południowej na Wydziale Orientalistycznym Uniwersytetu Warszawskiego. Wykładała także na Uniwersytecie SWPS, Collegium Civitas, a także licznych uniwersytetach zagranicznych (m.in. University of Oxford, Stony Brook University, Jawaharlal Nehru University, University of South Africa)
Wiceprezes Polskiego Towarzystwa Semiotycznego, członkini Academia Europaea, International Association of Sanskrit Studies, Towarzystwa Naukowego Warszawskiego, Polskiego Towarzystwa Orientalistycznego, Polskiego Towarzystwa Językoznawstwa Kognitywnego, była prezes zarządu Towarzystwa Popierania i Krzewienia Nauk, była zastępca sekretarza generalnego Towarzystwa Naukowego Warszawskiego, była członkini Komitetu Nauk Orientalistycznych Polskiej Akademii Nauk.
Poetka, autorka dwóch tomików poetyckich: „Róża” (2014) oraz „Koło wrót” (2017). Jej wiersze publikowane były m.in. w Kwartalniku Artystycznym i Gazecie Wyborczej.
Autorka powieści „Ślady i kręgi. Opowieść o rodzinach Doroszewskich i Gołubiewów" oraz  opowiadania „Manekiny i krokodyle”. 

## Publikacje
- 2022: Manekiny i krokodyle, Kwartalnik Kulturalny Nowy Napis
- 2021: Ślady i kręgi, Warszawa, Wydawnictwo Znak
- 2021: Invisible Fire. Memory, Tradition and the Self in Early Hindu Philosophy, Warszawa, Dom Wydawniczy Elipsa
- 2018: Orientaliści kognitywnie (red.), Warszawa, Dom Wydawniczy Elipsa
- 2017: Koło wrót, Warszawa, Fundacja Duży Format
- 2017: Wędrówka za przestrzenią. Krąg trzeci, Warszawa, Dom Wydawniczy Elipsa
- 2016: Fire, Death and Philosophy. A History of Ancient Indian Thinking, Warszawa, Dom Wydawniczy Elipsa, (przedruk: Motilal Banarsidass, 2018)
- 2015: Wędrówka za przestrzenią. Krąg drugi, Warszawa, Dom Wydawniczy Elipsa
- 2014: Róża, Warszawa, Fundacja Duży Format
- 2013: Wędrówka za przestrzenią. Wybrane hymny Rygwedy, Warszawa, Dom Wydawniczy Elipsa
- 2013: Towarzystwo (red.), Warszawa, Dom Wydawniczy Elipsa
- 2010: Fire and Cognition in the Rgveda, Warszawa, Dom Wydawniczy Elipsa
- 2001: Kosmogonia Rygwedy, Warszawa, Wydawnictwo Semper
- 1994: O imionach i kształtach Jednego, Monizm indyjskiej filozofii Tradycji, Warszawa, PWN